# Ennio Antonelli
Ennio Antonelli (nascut el 18 de novembre de 1936) és un cardenal italià i President retirat del Pontifici Consell per a la Família.

## Biografia
Nascut a Todi, estudià al seminari de la ciutat i després a Assís i a la Universitat Pontifícia Lateranense de Roma, on va obtenir la llicenciatura en Teologia. Posteriorment obtindria el Doctorat en clàssics per la Universitat de Perusa. Va ser ordenat prevere de la diòcesi de Togi el 1960.
Posteriorment esdevindria rector del seminari de Perusa i professor de clàssics a Assís, abans de ser ordenat bisbe el 1982, quan el Papa Joan Pau II el nomenà per encapçalar el bisbat de Gubbio. El 1988 va ser promogut a Arquebisbe de Perusa-Città della Pieve, esdevenint Secretari-General de la Conferència Episcopal Italiana.
Serví en aquest càrrec fins al març del 2011, quan va ser nomenat per ocupar la seu de  seu de Florència, el titular de la qual tradicionalment és un cardenal, sent elevat al consistori del 2003, esdevenint cardenal-prevere de Sant'Andrea delle Fratte.
Dimití com a Arquebisbe de Florència el 7 de juny de 2008, en esdevenir President del Pontifici Consell per a la Família.
El 9 de gener de 2011 el cardenal Antonelli va ser nomenat membre del Pontifici Consell per la cura pastoral dels Immigrants i Itinerants.
Participà com a cardenal elector al conclave de 2005 va ser considerat com un dels papabile italians; però finalment va ser escollit el cardenal Joseph Ratzinguer. Tornà a participar en el conclave de 2013. El cardenal Antonelli segueix sent elegible al vot en qualsevol futur conclave papal que tingui lloc abans del seu 80è aniversari, el 16 de novembre de 2016. Es retirà com a president del Consell Pontifici per la Família el 26 de juny de 2012.

## Opinions
El cardenal Antonelli és generalment vist com un moderat, amb un gran interès per les qüestions de justícia social i pau. En resposta a les demandes que l'Església denuncià divorciats que eren candidats per a càrrecs públics als 90, va dir que l'Església havia d'estar més preocupada per la seva votació. Quan, el 2009, el Tribunal de Cassació italià declarà que no hi havia una diferència substancial legal entre una família basada en el matrimoni i una basada en la cohabitació, contestà dient que, a la llum dels recents estudis sociològics que mostraven els beneficis a la societat del que s'anomena la "família tradicional" i els desavantatges per a la societat de les famílies mono-parentals i les parelles que cohabitaven, la família tradicional era més necessària avui que mai tant pels membres de la pròpia família com per a la societat en conjunt.
El gener del 2012 el bisbe Demetrio Fernandez de Córdoba va dir que hi havia una conspiració a les Nacions Unides. «El cardenal Antonelli em va dir fa uns dies a Saragossa que la UNESCO té un programa pels propers 20 anys per fer que la meitat del món sigui homosexual. Per fer-ho tenen diversos programes, i continuaran implantant aquesta ideologia que ja està present a les nostres escoles.»

## Honors
Gran Creu de Cavaller de l'orde de Sant Esteve Papa i Màrtir – 21 d'octubre de 2004